# Trévron
Trévron [tʁevʁɔ̃] est une commune française située dans le département des Côtes-d'Armor en région Bretagne.
Ses habitants se nomment les Trévronnais et les Trévronnaises.

## Géographie
Située à 45 km au nord de Rennes et à 35 km de la mer, Trévron est une commune à vocation rurale mais aussi une commune « verte » avec ses randonnées, ses gîtes d'étapes et sa rivière première catégorie.
| Bobital   | Saint-Carné |             |
| Le Hinglé | Trévron     | Calorguen   |
| Plumaudan |             | Saint-Juvat |

### Hydrographie
Pour un article plus général, voir Réseau hydrographique des Côtes-d'Armor.
La commune est située dans le bassin Loire-Bretagne. Elle est drainée par le Guinefort,.
Le Guinefort, d'une longueur de 18 km, prend sa source dans la commune de Quévert et se jette  dans la Rance à Saint-André-des-Eaux, après avoir traversé neuf communes. 

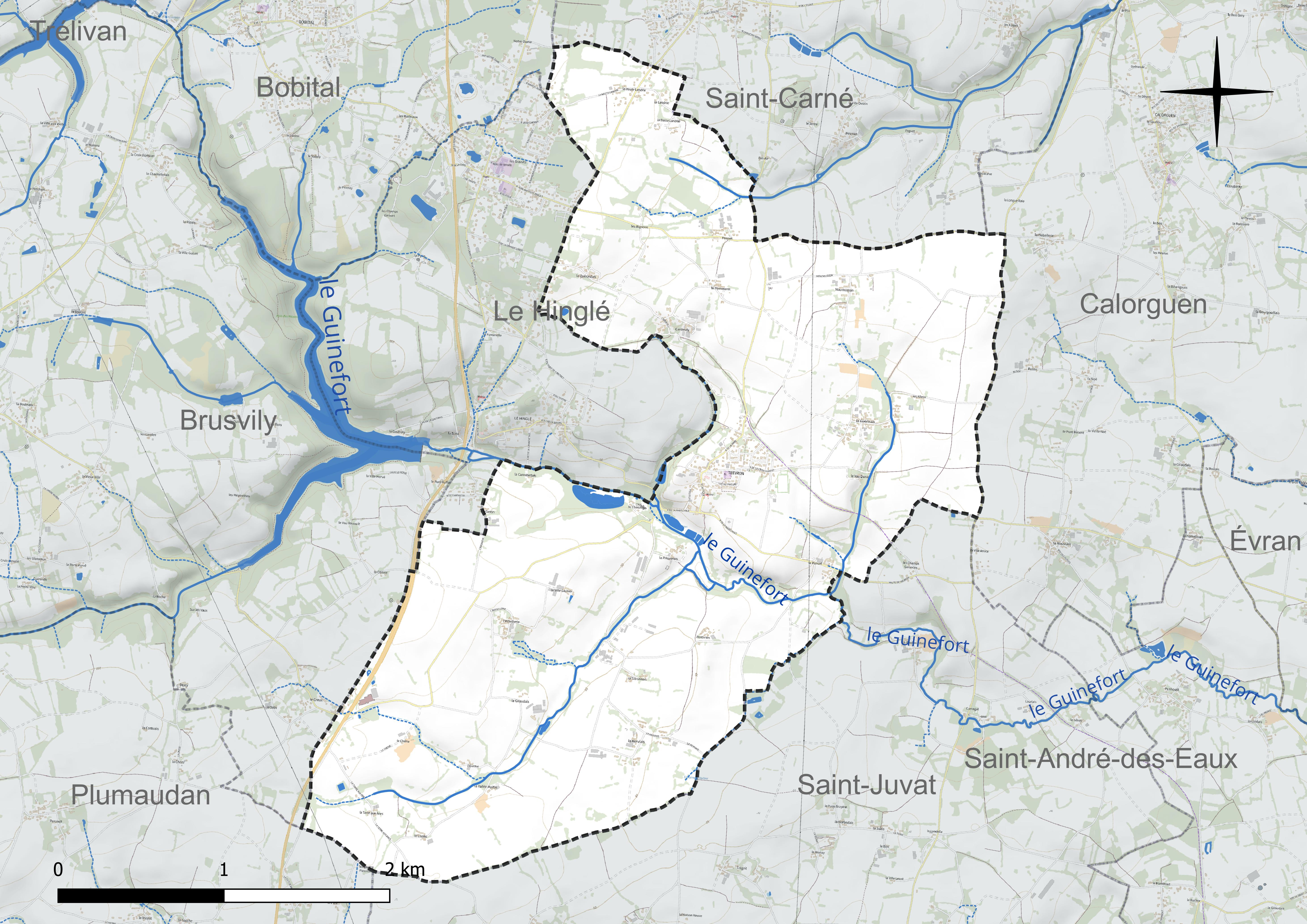
Réseau hydrographique de Trévron.

### Climat
Pour des articles plus généraux, voir Climat de la Bretagne et Climat des Côtes-d'Armor.
En 2010, le climat de la commune est de type climat océanique franc, selon une étude du Centre national de la recherche scientifique s'appuyant sur une série de données couvrant la période 1971-2000. En 2020, Météo-France publie une typologie des climats de la France métropolitaine dans laquelle la commune est exposée à un climat océanique et est dans la région climatique  Bretagne orientale et méridionale, Pays nantais, Vendée, caractérisée par une faible pluviométrie en été et une bonne insolation. Parallèlement l'observatoire de l'environnement en Bretagne publie en 2020 un zonage climatique de la région Bretagne, s'appuyant sur des données de Météo-France de 2009. La commune est, selon ce zonage, dans la zone « Intérieur Est », avec des hivers frais, des étés chauds et des pluies modérées).  
Pour la période 1971-2000, la température annuelle moyenne est de 11,5 °C, avec une amplitude thermique annuelle de 12,3 °C. Le cumul annuel moyen de précipitations est de 737 mm, avec 12,8 jours de précipitations en janvier et 6,7 jours en juillet. Pour la période 1991-2020, la température moyenne annuelle observée sur la station météorologique la plus proche, située sur la commune du Quiou à 6 km à vol d'oiseau, est de 11,6 °C et le cumul annuel moyen de précipitations est de 757,4 mm,. Pour l'avenir, les paramètres climatiques de la commune estimés pour 2050 selon différents scénarios d'émission de gaz à effet de serre sont consultables sur un site dédié publié par Météo-France en novembre 2022.

## Urbanisme

### Typologie
Au 1er janvier 2024, Trévron est catégorisée commune rurale à habitat dispersé, selon la nouvelle grille communale de densité à 7 niveaux définie par l'Insee en 2022.
Elle est située hors unité urbaine. Par ailleurs la commune fait partie de l'aire d'attraction de Dinan, dont elle est une commune de la couronne,. Cette aire, qui regroupe 25 communes, est catégorisée dans les aires de moins de 50 000 habitants,.

### Occupation des sols
L'occupation des sols de la commune, telle qu'elle ressort de la base de données européenne d’occupation biophysique des sols Corine Land Cover (CLC), est marquée par l'importance des territoires agricoles (94,8 % en 2018), une proportion sensiblement équivalente à celle de 1990 (95,3 %). La répartition détaillée en 2018 est la suivante : 
terres arables (62,3 %), zones agricoles hétérogènes (25,4 %), prairies (7,2 %), zones urbanisées (3,5 %), forêts (1,8 %). L'évolution de l’occupation des sols de la commune et de ses infrastructures peut être observée sur les différentes représentations cartographiques du territoire : la carte de Cassini (XVIIIe siècle), la carte d'état-major (1820-1866) et les cartes ou photos aériennes de l'IGN pour la période actuelle (1950 à aujourd'hui).

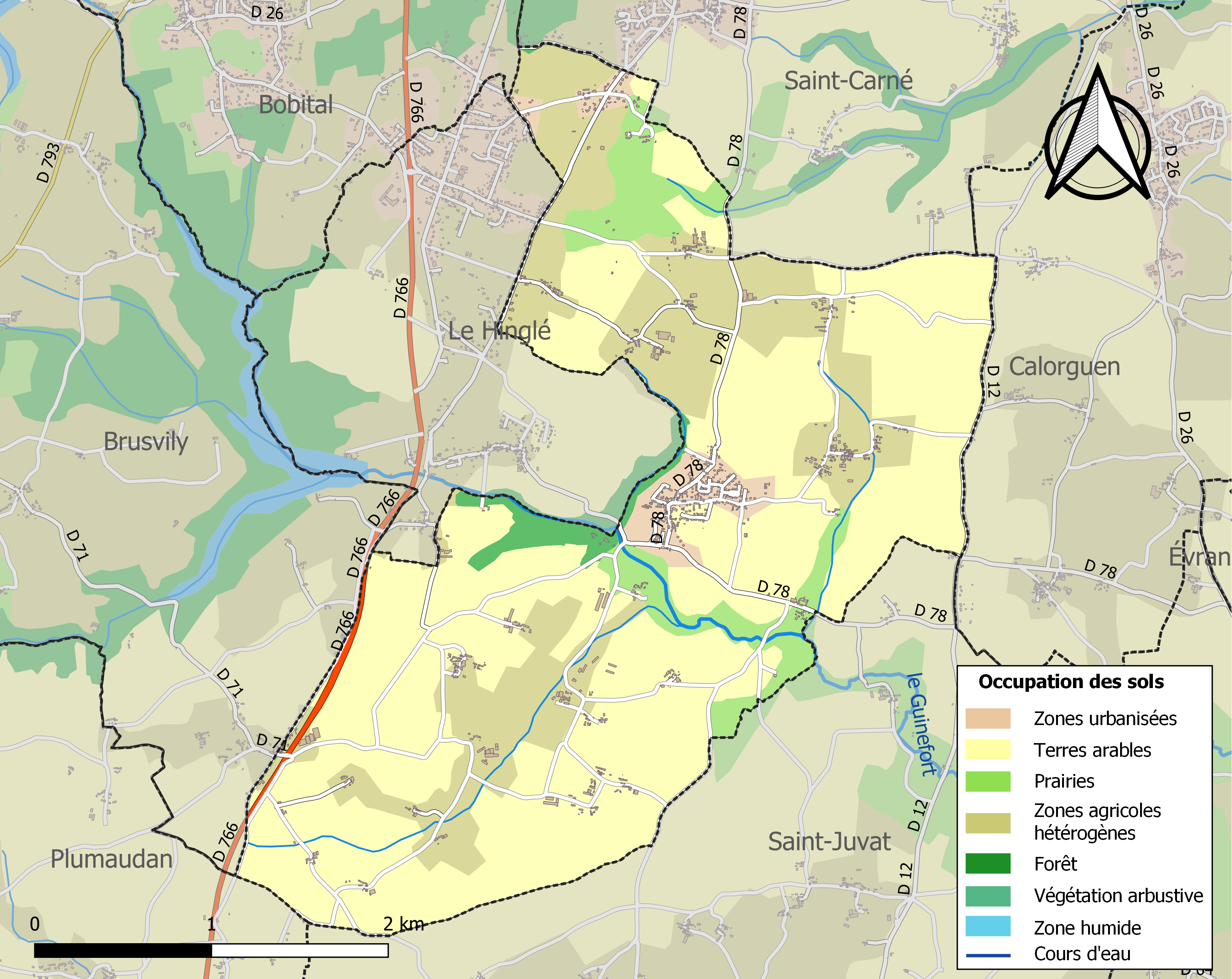
Carte des infrastructures et de l'occupation des sols de la commune en 2018 (CLC).

## Toponymie
Le nom de la localité est attesté sous les formes Ecclesia Sancti Laurentii de Treveron au milieu du XIIe siècle, Treveron en 1156, 1181, 1253, 1277 et au XVe siècle.
Trévron vient du breton treb (village) et, semble-t-il, de saint Gouron ou Méron ou de Sainte-Marie.

## Histoire

### Le Moyen Âge
Établie au bord de la voie romaine conduisant d'Alet à Nantes par Dinan, le territoire de Trévron est initialement une dépendance de la paroisse de Plumaudan. La première mention de Trévron en tant que paroisse du diocèse de St-Malo date de 1254, mais elle se nommait déjà en l'an mil "Ecclesia Sancti Laurenti de Trevron". Elle dépend de l'abbaye royale Saint-Magloire de Léhon.

### La Révolution française
Le château du Chalonge est attaqué en 1791 par un millier de paysans qui brûlent les titres de redevance.
Trévron élit sa première commune en 1790, mais est rattachée au Hinglé en 1792. Elle retrouve néanmoins son autonomie en 1847.

### LeXIXesiècle
Au milieu du XIXe siècle, Trévron dont la principale vocation économique est la polyculture, accuse une forte baisse de la population.

### LeXXesiècle

#### Les guerres duXXesiècle
Le monument aux morts porte les noms des 56 soldats morts pour la Patrie :
- 47 sont morts durant la Première Guerre mondiale ;
- 8 sont morts durant la Seconde Guerre mondiale ;
- 1 est mort durant la guerre d'Indochine.

Né à Trévron, Charles Maillard était gardien de la paix en poste à la prison de Dinan. Pour autant - et contrairement à beaucoup de ses collègues de l'époque -, il ne choisit pas le camp de la collaboration mais celui de la résistance.
C'est ainsi qu'il se retrouva au sein du groupe FTP en charge de mener des actions clandestines dans la région de Dinan. Il participa notamment à l'exfiltration de deux  chefs de la Résistance en Ille-et-Vilaine incarcérés à la prison de Dinan qu'il connaissait bien. L'opération, très risquée, fut couronnée de succès.
Le 5 mai 1944, Charles Maillard se rendit au Café Roussel du Hinglé en compagnie d'un de ses camarades, Louis Hesry. Dans la soirée, les gendarmes de Dinan investirent les lieux et les désarmèrent. Ils furent conduits à la prison de Dinan où ils subirent d'atroces tortures. Une fois de plus, c'est sur dénonciation que cette arrestation eut lieu.
Jugé et condamné le 30 mai 1944 à la peine de mort, il fut fusillé à 6 h 35 le lendemain au camp de la Maltière, en même temps que ses 9 autres camarades du réseau. Il avait 31 ans.

## Héraldique
| Blason de Trévron | Blason  | Taillé ondé : au premier d'azur à la croix celtique au pied élargi en tau d'or, au second de sinople à une grappe de gueules tigée, feuillée et vrillée d'argent ; à la cotice en barre ondée d'argent brochant sur la partition ; le tout sommé d'un chef d'hermine plain.                                          |
| Blason de Trévron | Détails | Le « blasonnement » officiel est peu orthodoxe, pour ne pas dire fautif : Ecu barré d’une onde d’argent, au chef d’hermine sans nombre, en dextre d’azur timbré à la croix nimbée d’or, en sénestre de sinople à la grappe d’argent engrainée de gueules. Modèle accepté par le conseil municipal de Trévron en 1995 |

## Politique et administration
| Période                                  | Période                  | Identité             | Étiquette | Qualité                              |
| ---------------------------------------- | ------------------------ | -------------------- | --------- | ------------------------------------ |
| Les données manquantes sont à compléter. |                          |                      |           |                                      |
| ?                                        | février 1914 (démission) | M. Boixière          |           |                                      |
| mars 1914                                | ?                        | Jean-Marie Delourme  |           | Cultivateur, ancien adjoint au maire |
|                                          |                          | Jules Morin          |           |                                      |
| Les données manquantes sont à compléter. |                          |                      |           |                                      |
| ca. 1930                                 |                          | M. Regnault          |           |                                      |
| avant 1950                               | avril 1964 (décès)       | Adolphe Beslay       |           |                                      |
| 1964                                     | mars 1977                | Marcel Lesvier       |           |                                      |
| mars 1977                                | 23 mars 1983             | Henri Suas           |           |                                      |
| 23 mars 1983                             | 21 mars 2008             | Didier Voisin        |           | Technicien électronicien             |
| 21 mars 2008                             | 28 mars 2014             | Francis Guerzider    |           | Cadre bancaire retraité              |
| 28 mars 2014                             | 3 juillet 2020           | Jean-Pierre Massart  | DVG       | Chef d'entreprise                    |
| 3 juillet 2020                           | En cours                 | Cécile Métaye-Brunet | PS        | Infographiste et webdesigner         |

## Démographie
L'évolution du nombre d'habitants est connue à travers les recensements de la population effectués dans la commune depuis 1793. Pour les communes de moins de 10 000 habitants, une enquête de recensement portant sur toute la population est réalisée tous les cinq ans, les populations de référence des années intermédiaires étant quant à elles estimées par interpolation ou extrapolation. Pour la commune, le premier recensement exhaustif entrant dans le cadre du nouveau dispositif a été réalisé en 2005.

En 2022, la commune comptait 681 habitants, en évolution de −1,3 % par rapport à 2016 (Côtes-d'Armor : +1,78 %, France hors Mayotte : +2,11 %).
| 1793 | 1800 | 1806 | 1821 | 1831 | 1836 | 1841 | 1846 | 1851 |
| ---- | ---- | ---- | ---- | ---- | ---- | ---- | ---- | ---- |
| 796  | 750  | 722  | 814  | 864  | 936  | 902  | 874  | 948  |

| 1856 | 1861 | 1866 | 1872 | 1876 | 1881 | 1886 | 1891 | 1896 |
| ---- | ---- | ---- | ---- | ---- | ---- | ---- | ---- | ---- |
| 937  | 911  | 870  | 895  | 887  | 873  | 875  | 877  | 912  |

| 1901 | 1906 | 1911 | 1921 | 1926 | 1931 | 1936 | 1946 | 1954 |
| ---- | ---- | ---- | ---- | ---- | ---- | ---- | ---- | ---- |
| 870  | 859  | 832  | 726  | 695  | 708  | 686  | 616  | 613  |

| 1962 | 1968 | 1975 | 1982 | 1990 | 1999 | 2005 | 2006 | 2010 |
| ---- | ---- | ---- | ---- | ---- | ---- | ---- | ---- | ---- |
| 628  | 615  | 565  | 594  | 679  | 664  | 642  | 666  | 704  |

| 2015 | 2020 | 2022 | - | - | - | - | - | - |
| ---- | ---- | ---- | - | - | - | - | - | - |
| 696  | 685  | 681  | - | - | - | - | - | - |

## Lieux et monuments

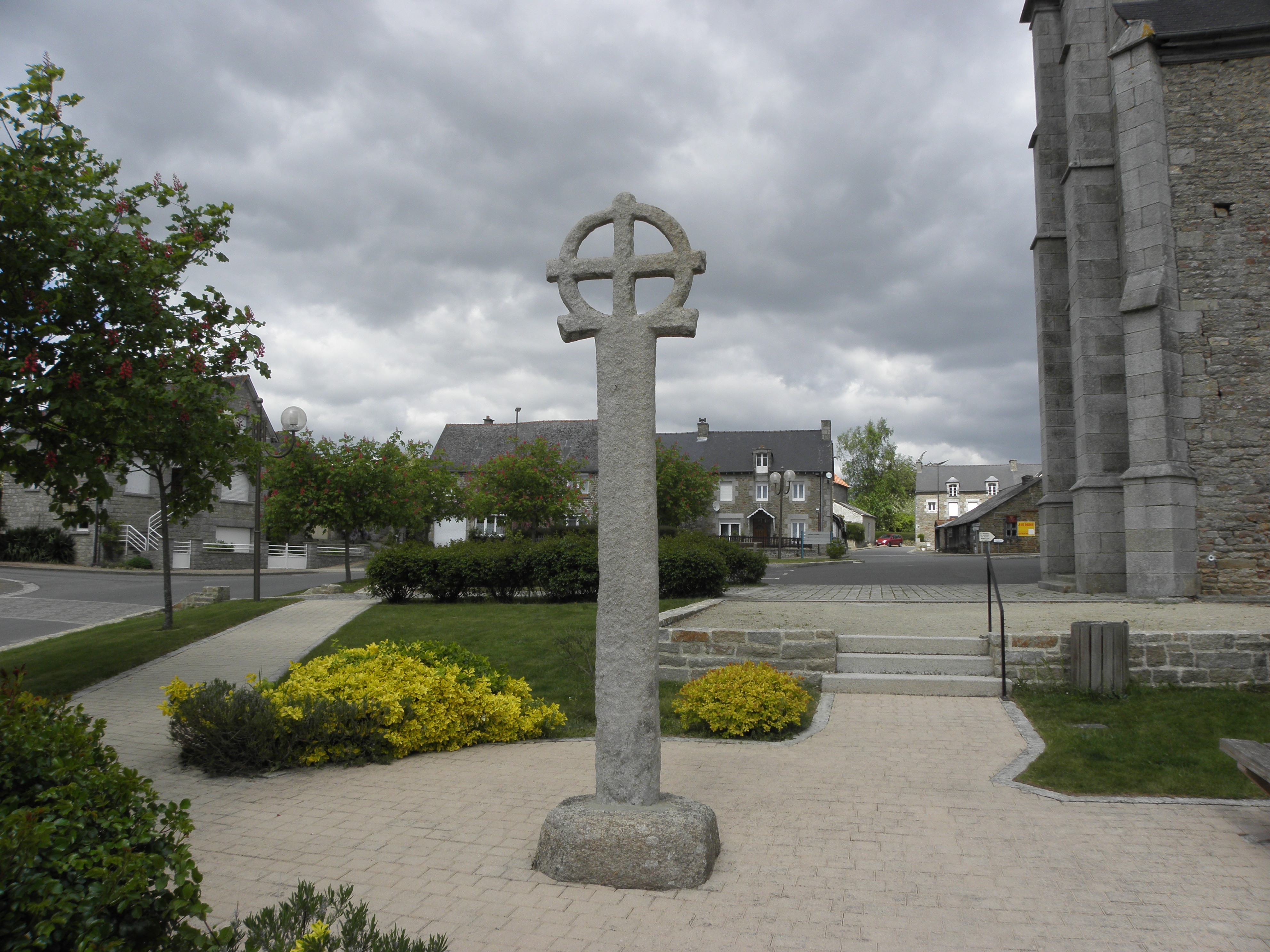
Croix nilbée, place de l'Église.

Le bourg et ses alentours sont parsemés de petites croix et de sites intéressants :
- le château de Chalonge (XVe – XVIe siècle). Il arbore une souche de cheminée et corniche à double rang en calcaire des Faluns[25] ;
- la croix Celtique (XIIe – XIVe siècle - en granite, place de l'Église) ;
- la croix de la Huballerie (XVe siècle) ;
- le manoir de Pestivien (XVIIe siècle) ;
- l'église Saint-Laurent (XVe – XIXe siècle) - Mobilier ;
- la statue de Saint-Laurent (XVIIIe siècle - bois polychrome) ;
- les fontaines ;
- les Villages anciens ;
- château, fontaines, villages anciens, bois ;
- Tennis, football, randonnée, pétanque, cours de danses, spectacle avec des associations ;
- VTT et randonnée pédestre - 1 parcours : « Circuit du Guinefort ». - Carte IGN 1117 Ouest - 12 km - 3 h.

### Lieux-dits
- Cardevily
- Maumusson
- La Guérinais
- Pennet
- La Haute Landerie
- La Basse Landerie
- Le Pommeret